# Fehérhátú egérmadár
A fehérhátú egérmadár (Colius colius) a madarak osztályának egérmadár-alakúak (Coliiformes) rendjébe és az egérmadárfélék (Coliidae) családjába tartozó faj.

## Előfordulása
Dél-Afrikában Namíbiától Botswanán át Fokvárosig őshonos. A sűrű, bozótos szavanna és a félsivatagos részek lakója.

## Alfajai
- Colius colius colius
- Colius colius damarensis

## Megjelenése
Testhossza 34 centiméter, súlya 38-64 gramm. Alapszíne szürke, de a farka tövénél látható egy fekete kontúros fehér csík és egy sötétvörös folt. Hasa barnássárga, lába piros, csőre kékesfehér, fekete heggyel.

## Életmódja
Növényevő, szereti a gyümölcsöket, bogyókat, magvakat, leveleket és a nektárt. Nagyon szociális, a költési időszakon kívül csapatosan tanyázik. Az egyes madarak az év bármely szakában költhetnek, amikor a feltételek megfelelőek. Tágas fészket épít a sűrű növényzetbe. A fészekalj etetésében mindkét szülő és az előző évi fiatalok is részt vesznek.

## Hangja
Zwee-wewit.

## Külső hivatkozások
- Animaldiversity.ummz.umich.edu képek
- Nomtsas.com - képek[halott link]
- Képek az interneten a fajról
- Oiseaux.net - képek
- Oiseaux.net - elterjedési térkép